# Parasinna
Parasinna is een geslacht van vlinders van de familie visstaartjes (Nolidae), uit de onderfamilie Chloephorinae.

## Soorten
- P. diehli Kobes, 1983